# Georges Casanova
Auguste Georges Casanova (Alger, Algèria francesa, 26 de juliol de 1890 - Alger, 20 de febrer de 1932) va ser un tirador d'esgrima francès que va competir en els anys posteriors a la Primera Guerra Mundial.
El 1920 va prendre part en els Jocs Olímpics d'Anvers, on disputà dues proves del programa d'esgrima. En la competició d'espasa per equips guanyà la medalla de bronze, mentre en la d'espasa individual fou cinquè.